# 鴨溪村
鴨溪村（英語：Duck Creek Village）是美國猶他州凱恩縣一個非建制地區，鄰近雪松山（Cedar Mountain），其海拔高度為2593米（8507英尺）。當地設有一所郵政局，而其美國郵遞區號則是84762。